# Віцимиці
Віцимиці (пол. Wicimice, нім. Witzmitz) — село в Польщі, у гміні Плоти Ґрифицького повіту Західнопоморського воєводства.
Населення — 395 осіб (2011).
У 1975-1998 роках село належало до Щецинського воєводства.

## Демографія
Демографічна структура станом на 31 березня 2011 року:
|          | Загалом | Допрацездатний вік | Працездатний вік | Постпрацездатний вік |
| -------- | ------- | ------------------ | ---------------- | -------------------- |
| Чоловіки | 206     | 48                 | 152              | 6                    |
| Жінки    | 189     | 46                 | 118              | 25                   |
| Разом    | 395     | 94                 | 270              | 31                   |